# Modopuro
Modopuro is een bestuurslaag in het regentschap Mojokerto van de provincie Oost-Java, Indonesië. Modopuro telt 5664 inwoners (volkstelling 2010).